# Kreative Klasse
Die Theorie der Kreativen Klasse (Creative class) ist eine Wirtschaftstheorie, die von dem US-amerikanischen Professor Richard Florida entwickelt wurde.
Ihre Grundaussage ist, dass die kreativen Köpfe einer Gesellschaft und die von ihnen ausgehenden Innovationen entscheidend für das ökonomische Wachstum von Regionen sind. Zugehörige der Kreativen Klasse sind in allen Bereichen der Arbeitswelt zu finden, entscheidend ist ihr „kreativer Output“ und die daraus entstehenden Innovationen. Florida legt in seinen Forschungen auch Augenmerk auf die räumliche Verteilung der Creative Class und versucht, damit die Entwicklung von Regionen zu erklären.

## Die Veränderung der Arbeit
Florida geht davon aus, dass Kreativität als Standortfaktor einen entscheidenden Beitrag auf das Wirtschaftswachstum hat. Schon die Erfindung des Pfluges war ein kreativer Einfall, der zu tiefgreifenden Veränderungen in der Landwirtschaft führte. Fest steht, dass jeder Mensch ein kreatives Potential hat, jedoch muss er auch innerhalb eines Systems leben, das diese Kreativität fördert und zur Entfaltung bringt.
Lange Zeit gingen die Innovationen von wenigen Einzelnen aus; die große Masse der Menschen arbeitete, ohne über ihre Arbeit nachzudenken. Dies traf besonders auf die Zeit der fordistischen Wirtschaftsordnung zu. Entstanden im frühen 20. Jahrhundert, teilte sie Wertschöpfungsprozesse in einzelne vordefinierte Schritte ein. Das Fließband wurde zum Herzschlag der Produktion. Jedoch wurde dieses System ungefähr seit den 1980er Jahren großen Veränderungen unterworfen, ausgehend unter anderem von japanischen Unternehmen wie Toyota, welche erkannten, dass die Arbeiter einer Fabrik weit wichtiger für den Wertschöpfungsprozess waren als die benutzten Maschinen.
Durch die härter gewordene globale Konkurrenz, gestiegenen Zeitdruck, kürzere Produktzyklen sowie die einhergehende Erkenntnis, dass diese Wirtschaftsordnung mit ihren vertikalen Organisationen und Hierarchien zu starr war, um die neuen Herausforderungen wirksam und erfolgreich zu bewältigen, entwickelten sich neue Formen der Wirtschaftsordnung. Flexibilisierung von Unternehmen, u. a. durch das Abflachen von Hierarchien, größere Verantwortungsbereiche für Angestellte, Partizipation aller Beteiligten des Produktionskreises am Innovations- und Problemlösungsprozess. Dies führte zu tiefgreifenden Veränderungen in der Arbeitswelt. Arbeitende, die früher kein Teil des Innovationsprozesses waren, wurden nun miteingebunden, ihr kreatives Potenzial genutzt.
Durch diese Entwicklung wuchs nach Floridas Definition die Zahl der „Kreativen“ in der Wirtschaft beständig. In den USA beispielsweise betrug der Anteil der kreativen Klasse an den Beschäftigten etwa 10 % im Jahr 1900 und vergrößerte sich nach einem mäßigen Wachstum auf 20 %, bis zu den Jahren 1970–1980 auf 30 % im Jahre 2000. Auch ein starker Anstieg der kreativen Arbeitsplätze Mitte der 1980er Jahre sei zu erkennen.

## DieCreative Class
Arbeitende werden aufgrund der Art ihrer Tätigkeit der kreativen Klasse zugeordnet, wobei Menschen aus allen Bereichen der Arbeitswelt der kreativen Klasse zugeordnet werden können, solange der Inhalt ihrer Arbeit einen kreativen Prozess in sich führt. Hierbei unterteilt Florida die kreative Klasse in zwei Gruppen:
Dem Supercreative Core gehören diejenigen an, deren Profession und Hauptaufgabe es ist, etwas zu erschaffen und Neues zu produzieren. Diese Innovationen manifestieren sich z. B. in neuen Produkten, optimierten Prozessen oder neuem Gedankengut. Mitglieder des Supercreative Cores arbeiten in wissensintensiven Bereichen, z. B. Wissenschaftler, Künstler, Lehrende, Designer und auch Unternehmer.
Die zweite Gruppe ist diejenige der Creative Professionals, welche sich auch hauptsächlich mit wissensintensiver Arbeit beschäftigt. Es ist jedoch nicht die Hauptaufgabe ihrer Beschäftigung, etwas Neues zu erschaffen, jedoch erfordert ihre Profession eigenständiges Denken und kreative Problemlösungen. Mitglieder dieser Gruppe sind u. a. Anwälte, Manager, Facharbeiter, Ärzte etc.
Kritisch wird angemerkt, dass man aufgrund von Berufsbezeichnungen keine eindeutigen und schon gar nicht quantifizierbare Aussagen über die kreativen Anforderungen an ihre Träger und deren Leistungen treffen könne. Kreativität sei ein Individualmerkmal; kreative Menschen gebe es genauso in traditionellen Industrien. Schon Adam Smith, Alfred Marshall, Joseph Schumpeter, Paul Romer und Jane Jacobs haben sich zur zentralen Bedeutung von individueller Kreativität geäußert, die letztere explizit im Kontext von stadträumlicher Entwicklung. Doch auch in Regionen und Branchen, in denen Innovation zur Routineaufgabe geworden sei, seien die wirklich Kreativen eine Ausnahme. Viele Architekten zeichnen Treppenstufen, Juristen schreiben Mahnbriefe, Ingenieure optimieren den Sitz des Auspuffschellen im Auto. Edward Glaeser weist darauf hin, dass Florida die Kreativen mit den formal Hochqualifizierten verwechselt habe. Des Weiteren hat der Amerikanist Walter Grünzweig (Technische Universität Dortmund) nachgewiesen, dass der Begriff „kreative Klasse“, wie er Florida zugeschrieben wird, seinen tatsächlichen Ursprung bei Ralph Waldo Emerson und dessen Essay Power aus dem Sammelband The Conduct of Life (1860) hat.

## Die kreative Klasse im Raum
Die individuelle Entscheidung, an einem Ort zu arbeiten und zu leben, ist von vielen Faktoren beeinflusst. Da die kreative Klasse überdurchschnittlich mobil ist, findet oft eine Ballung in besonders attraktiven Regionen und Metropolen statt. Diese Clusterbildung von Humankapital führe zu überdurchschnittlichem Wachstum und Wohlstand, da einhergehend mit sich ansiedelnden Unternehmen.
Um Regionen nach Attraktivität und Potential zu analysieren, wurde von Florida das Modell der drei T entwickelt. Dieses setzt sich aus den Indikatoren Technologie, Talent und Toleranz zusammen. Technologie steht hierbei für Innovationen und Konzentration der Hochtechnologie- und Wissensbranchen in einer Region, quasi die bereits angesiedelte wissensintensive Wirtschaft. Talent stellt das kreative Potenzial dar, bestimmt durch die Anzahl der Angestellten in kreativen Berufen in der Region. Toleranz steht für die Offenheit einer Gesellschaft oder Region, durch welche ein großes Spektrum an verschiedenen Persönlichkeiten angezogen wird, was zu einem hohen Austausch an neuen Ideen führt. Regionen, in denen diese drei Aspekte stark vertreten sind, sind weltoffene, bildungsstarke und mit zukunftsträchtigen Wirtschaftsbranchen ausgestattete Regionen.
Als Wachstumsmotoren einer Gesellschaft gehen von diesen Regionen entscheidende Innovationen mit Einfluss auf einen weit größeren Raum aus. Regionen, die sich bereits durch diese Eigenschaften auszeichnen, werden mit großer Wahrscheinlichkeit weitere hoch qualifizierte Kreative von außerhalb anziehen, da diese Werte für individuelle Entscheidungen eine große Rolle spielen.
Kritisiert wird die Schlussfolgerung von Florida, dass man durch coole urbane Zentren die kreative Bohème anziehen und damit Innovation stimulieren könne. Die Rolle dieser Gruppe und der für ihre Entfaltung wichtigen sozialen Toleranz wurde zwar schon früher von anderen hervorgehoben. Doch beschränkt sich ihre Rolle oft auf Beiträge zu Lifestyle-Innovationen. Der Harvard-Ökonom Edward Glaeser weist auf Basis empirischer Daten mittels einer Regressionsanalyse jeden Einfluss dieser Gruppe auf das Stadtwachstum in den USA (außer in den Fällen von Las Vegas – offenbar ein Effekt des hohen Entertaineranteils an der städtischen Bevölkerung – und Sarasota – der „Stadt der Künste“ oder des „World Class Shopping“ –) zurück. Die meisten wirklich Kreativen lebten heute in suburbanen Milieus mit großen Grundstücken, guten Autoverbindungen und guten Schulen für ihre Kinder.